# Штефан Фолькерт
Штефан Фолькерт (нім. Stephan Volkert, 7 серпня 1971) — німецький академічний веслувальник.
Олімпійський чемпіон 1992, 1996 років у складі парної четвірки, бронзовий призер 2000 року в складі парної четвірки, учасник 2004 року.
Чемпіон світу 1993 (парні четвірки), 1997 (парні двійки), 1998 (парні двійки), 1999, 2002, 2003 років у складі парної четвірки, срібний призер 1995 року в складі парної двійки, бронзовий призер 1994 року в складі парної четвірки.